# Юрківщинська сільська рада
Юрківщинська сільська рада — колишня адміністративно-територіальна одиниця та орган місцевого самоврядування у Ярунському (Пищівському) районах Волинської округи, Київської та Житомирської областей Української РСР з адміністративним центром у селі Юрківщина.

## Населені пункти
Сільській раді на час ліквідації були підпорядковані населені пункти:
- с. Майстрова Воля;
- с. Юрківщина.

## Населення
Кількість населення ради станом на 1923 рік становила 1 038 осіб, кількість дворів — 151.

## Історія та адміністративний устрій
Створена 1923 року в складі сіл Майстрова Воля та Юрківщина Жолобенської волості Новоград-Волинського повіту Волинської губернії. 7 березня 1923 року включена до складу новоутвореного Пищівського (згодом — Ярунський) району Житомирської (згодом — Волинська) округи.
Станом на 1 вересня 1946 року сільська рада входила до складу Ярунського району Житомирської області, на обліку в раді перебували села Майстрова Воля та Юрківщина.
Ліквідована 11 серпня 1954 року, відповідно до указу Президії Верховної ради Української РСР «Про укрупнення сільських рад по Житомирській області», територію та населені пункти ради приєднано до складу Ярунської сільської ради Ярунського району Житомирської області.